# Rosarin
Rosarin es un alcohol de cinamilo glucósido aislado de la planta Rhodiola rosea.  